# Murena
Cet article concerne la série de bande dessinée. Pour l’automobile construite par Matra, voir Talbot-Matra Murena.
Murena est une série de bande dessinée historique belge écrite par Jean Dufaux et dessinée par Philippe Delaby puis Theo. La narration décrit le règne de l'empereur Néron dans la Rome antique de 54 à 68 et, en parallèle, l'évolution du héros éponyme, Lucius Murena. La série est éditée par Dargaud depuis 1997.

## Synopsis

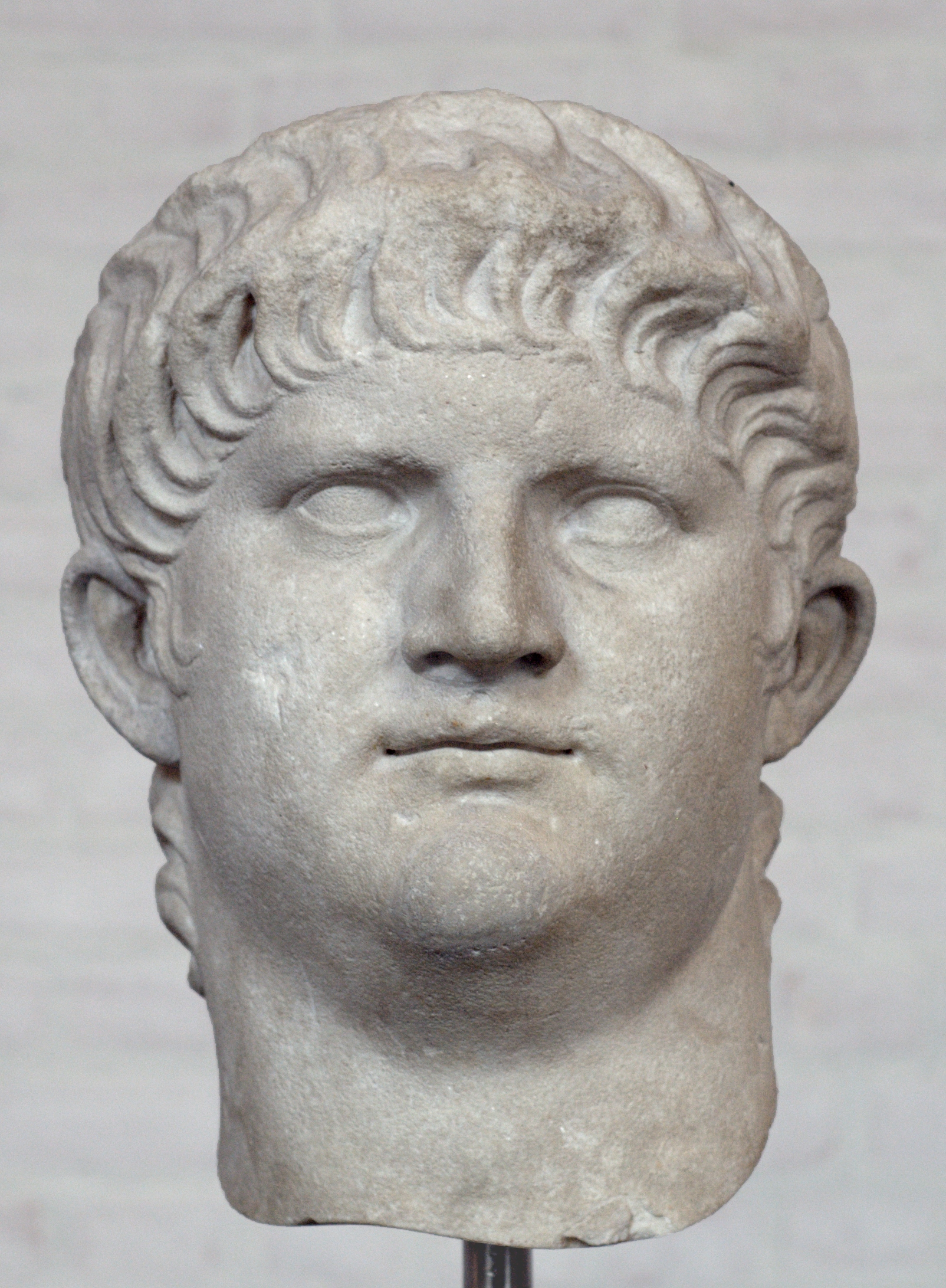
Tête de Néron (règne entre 54-68 ap. J.-C.), provenant d'une statue haute d'environ 2,40 m.

L’histoire se déroule dans la Rome antique, au Ier siècle, sous le règne des empereurs Claude puis Néron. Claude exprime des remords d'avoir négligé son fils biologique Britannicus au profit de son fils adoptif, Néron. De plus, il regrette d'avoir épousé Agrippine et il envisage de la répudier, car il souhaite se marier avec son amante Lollia Paulina. Devant cette double menace, l'impératrice intrigue pour assassiner sa rivale, avec l'accord passif de Néron. Or, Néron est ami avec Lucius Murena, fils de Lollia Paulina et héros éponyme de la série. Agrippine, par ailleurs, sollicite Locuste pour empoisonner Claude et installer Néron sur le trône. Le récit met en parallèle l'évolution de Néron et celle de Lucius Murena, qui basculent progressivement dans la folie.
À la suite de l'assassinat de Claude, Néron monte sur le trône. Britannicus meurt à son tour dans des circonstances troubles et la rumeur attribue ce nouveau décès à Néron ; ce dernier devient la proie d’une folie, réelle ou supposée, qui le consume. À travers ces épisodes, nous voyons comment Néron sombre dans la cruauté, par un concours de circonstances, un jeu de manipulation et de vengeance…

## Personnages
Le héros éponyme de l'histoire, Lucius Murena, est un jeune patricien, au statut social élevé. D'après Jean Dufaux, Lucius Murena « est issu du personnage de Néron ». Le héros présente de nombreux points communs avec l'empereur (âge comparable, deuil de la mère, amour pour Acté, fascination pour les flammes...). Tous deux « basculent lentement vers la violence et la folie ». Jean Dufaux explique : « Il me fallait Murena pour écrire Néron comme il me fallait Néron pour écrire Murena ».

### Personnages fictifs
De nombreux personnages de la série sont fictifs, à commencer par le héros, ainsi que son allié le gladiateur Balba.

### Personnages historiques

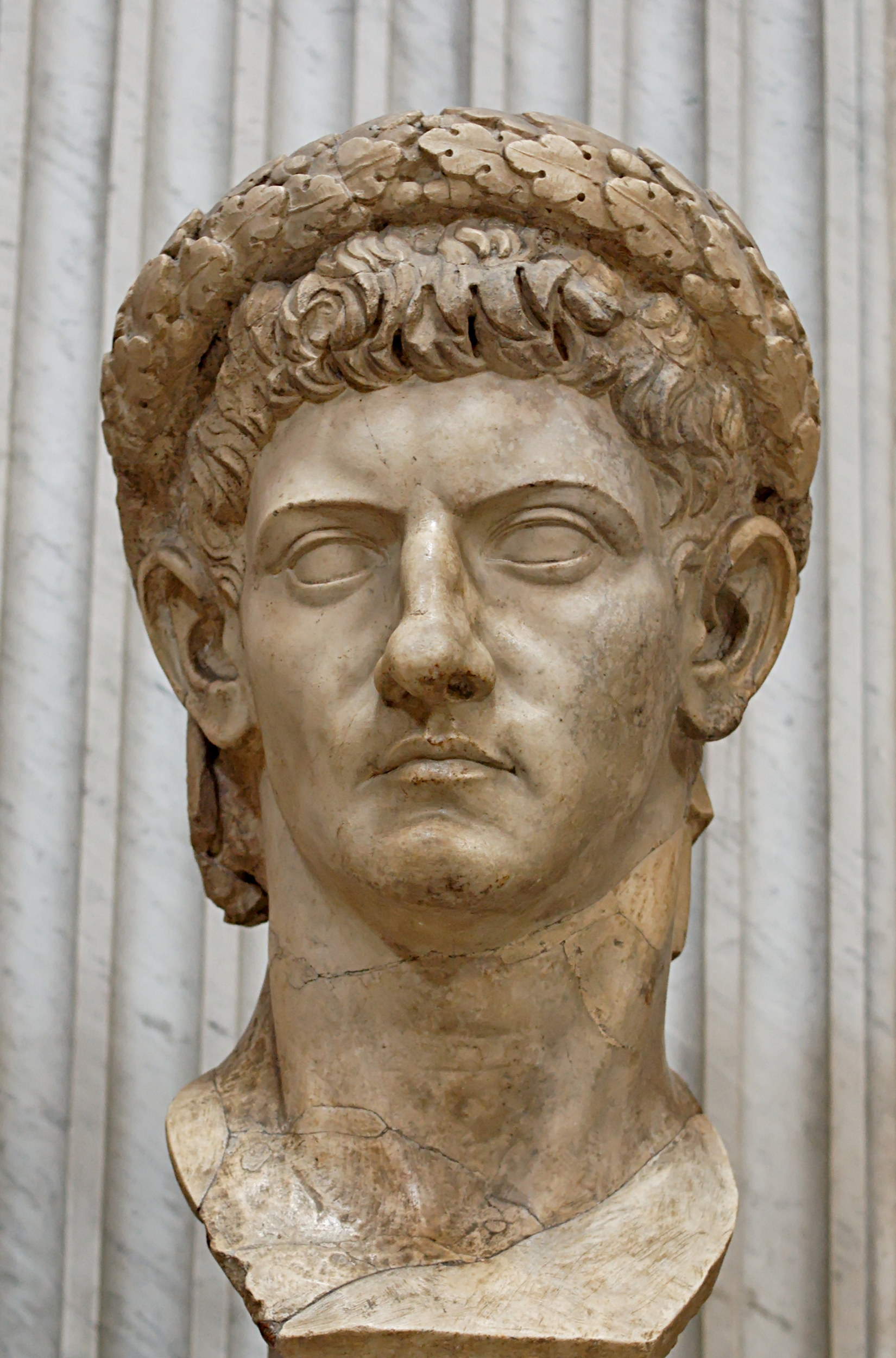
Buste de Claude en Jupiter. Marbre, œuvre romaine, vers 50 ap. J.-C.

De nombreux personnages historiques, contemporains de Néron, apparaissent dans la série. Les auteurs prennent des libertés avec les sources antiques.
- Agrippine la Jeune, impératrice épouse de Claude et mère de Néron
- Britannicus, fils de Claude et Messaline, décédé à l'adolescence après son père
- Caius Calpurnius Piso, dit Pison, qui conspire avec d'autres notables pour assassiner Néron
- Claude, empereur romain, père biologique de Britannicus et père adoptif de Néron
- Claudia Acte, appelée Acté, esclave appartenant à Pallas puis favorite de Néron
- Locuste, empoisonneuse gauloise ayant participé à l'assassinat de Claude
- Néron, fils biologique d'Agrippine et fils adoptif de Claude, à qui il succède à la tête de l'Empire romain
- Pallas, esclave affranchi au service d'Agrippine
- Pétrone, poète latin auteur du Satyricon
- Poppée, qui deviendra l'amante de l'empereur puis son épouse
- Publius Clodius Thrasea Paetus, sénateur intègre
- Sénèque, philosophe, dramaturge et homme d'État, est précepteur puis conseiller de Néron
- Afranius Burrhus, préfet du prétoire
- Tigellin, intrigant au service de Néron
- Vespasien, futur empereur
- Xénophon de Cos, médecin de Claude

En raison de contraintes liées au scénario et au dessin, les auteurs ont choisi d'écarter certains personnages, afin de ne pas allonger indéfiniment une série déjà dense.
- Octavie, fille de Claude, première épouse de Néron
- Claudia Augusta, fille de Néron et Poppée, décédée à l'âge de quatre mois
- Othon, conjoint de Poppée et favori de Néron dans sa jeunesse, empereur de Rome après le règne de Néron
- Titus, empereur de Rome après le règne de Néron

## Genèse de l'œuvre

### Événements historiques

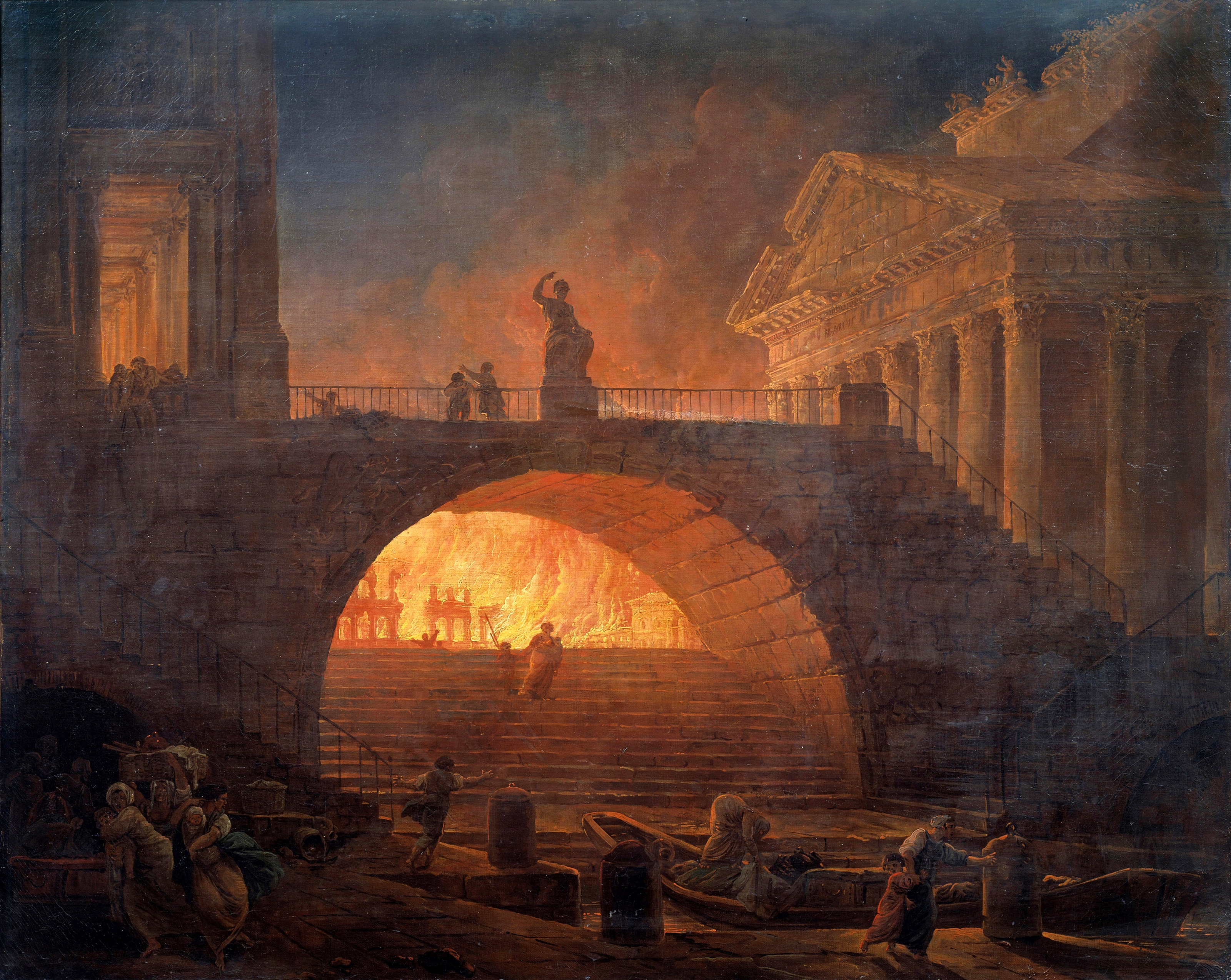
Incendie à Rome, 18 juillet 64 par Hubert Robert (musée d'art moderne André-Malraux au Havre).

La série s'appuie sur des événements contemporains de Néron.
- La relation amoureuse de l'empereur Claude avec Lollia Paulina et la jalousie qu'en conçoit Agrippine.
- Le décès de Claude, qui donne lieu à des rumeurs d'empoisonnement.
- Le décès soudain de Britannicus, alors adolescent, qui a alimenté les rumeurs d'un empoisonnement sur ordre de Néron.
- La diffusion du christianisme à Rome.
- Le grand incendie de Rome, survenu dans la nuit du 18 juillet 64, entraînant des destructions très étendues et initiant le massacre de prétendus coupables.
- Les persécutions envers les chrétiens.
- La conjuration de Pison visant l'assassinat de Néron.

### Chronologie
Néron naît à Antium en l'an 37 sous le nom Lucius Domitius Ahenobarbus. En janvier 49, sa mère Agrippine la Jeune épouse l'empereur Claude. En février 50, Néron, adopté par Claude, devient Tiberius Claudio Nero. En 54, il accède au pouvoir. Britannicus décède en 55. En 58 débute la liaison de Néron avec Poppée. Fin mars 59, Néron fait assassiner Agrippine. En 60, la reine Bouddica mène un grand soulèvement. En 62, Burrus décède, l'influence de Sénèque décline et celle de Tigellin s'accroît. Néron épouse Poppée. L'année suivante, leur enfant Claudia Augusta naît et décède quelques mois plus tard. En juillet 64 a lieu le grand incendie de Rome, qui mène à la reconstruction de la ville sous le nom Neropolis. En 65 est découverte la conjuration de Pison, ce qui entraîne la mort de Pison, Sénèque et Lucain. Poppée, enceinte, décède. En 66, Pétrone se suicide, Thrasea décède et Néron se marie avec Statilia Messalina. Néron voyage en Grèce. En 68, à la suite du soulèvement de Vindex, l'armée romaine fait défection et Néron se suicide le 11 juin, abandonné de tous. En 69, Rome plonge dans la guerre civile au cours de l'Année des quatre empereurs : Galba, Othon, Vitellius et Vespasien.

### Influences

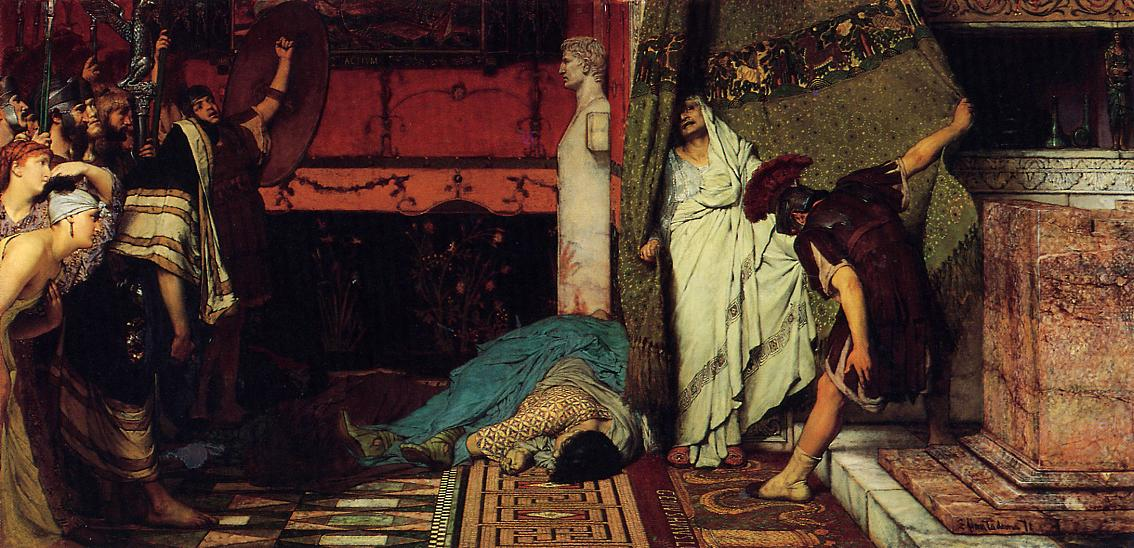
A Roman Emperor AD41 de Lawrence Alma-Tadema, inspire le personnage de Claude.

Dans le dictionnaire Murena, Jean Dufaux dit s'inspirer largement de romans comme Acté, d'Alexandre Dumas, Quo Vadis ? d'Henryk Sienkiewicz et les romans historiques Moi, Claude de Robert Graves.
Dans le tome 8, les auteurs définissent leur œuvre comme étant à l'image des romans d’Alexandre Dumas, qui « prenait plaisir à fréquenter l'histoire mais gardait son indépendance envers ses sources ».
La série s'appuie aussi sur de nombreuses références du cinéma. Le scénariste ayant suivi une formation cinématographique, les plans dans Murena rappellent les techniques de tournage : gros plan, plan américain, travelling, vue aérienne...

Les références aux péplums et westerns abondent et la série s'inspire de Ben Hur (1959) de William Wyler d'après le roman original de Lewis Wallace, Spartacus (1960) de Stanley Kubrick. Les auteurs ont aussi puisé dans la série télévisée Rome.
Murena comporte des clins d'œil à des œuvres d'art : la première rencontre avec le personnage de Claude vient du tableau de Lawrence Alma-Tadema A Roman Emperor AD41, et la scène où Acté se baigne chez Domitia Lepida rappelle les Venus anadyomènes (la déesse sortie des eaux) ainsi que La naissance de Vénus de Botticelli.
D'après Yves-Marie Labé, critique pour Le Monde des livres, la série Murena s'appuie sur une documentation très poussée et sur les procédés cinématographiques. Les auteurs se sont inspirés de la série Alix de Jacques Martin.

## Thèmes de l'œuvre

### Le pouvoir et la folie
Dans le dictionnaire Murena, à l'entrée « Néron », Jean Dufaux dit s'intéresser à « la question du pouvoir et de la folie », thème qu'il explore dans la plupart de ses créations, citant par ailleurs Caligula d'Albert Camus. Néron glisse de plus en plus franchement dans la paranoïa.

### Civilisation de la Rome antique

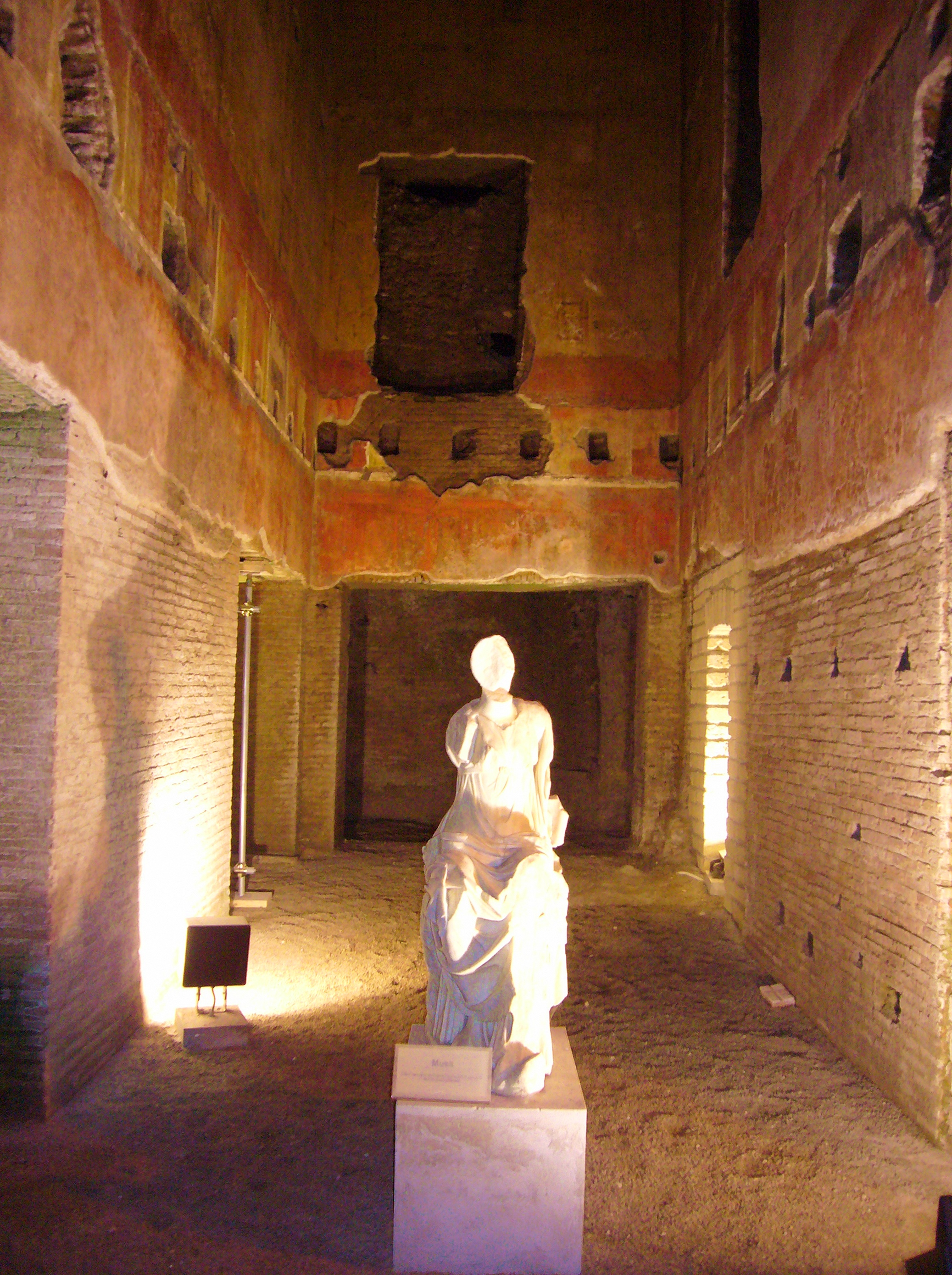
Statue d'une muse dans la Domus Aurea de Néron, à Rome.

Les auteurs se sont abondamment documentés pour décrire les mœurs et coutumes de la civilisation romaine à l'époque de Néron.
- Système social : empereur, patriciens, plébéiens, esclaves, prostitution, gladiateurs, garde prétorienne, sénateurs...
- Religion et culte, avec la mise en scène du Pontifex maximus, du temple de Vesta, de Méduse, les apparitions du dieu Mercure, les débats de l'époque avec les juifs et les chrétiens...
- Urbanisme à Rome dans l'antiquité : habitations ordinaires, Tibre, palais, villas et résidence impériale, latrines, Cloaca Maxima et thermes, Mont Testaceus, rôle des vigiles...
- Jeux du cirque : combats de gladiateurs, courses de chars...

### Différences entre fiction et réalité
Plusieurs évènements et personnages de la série ne correspondent pas aux témoignages des contemporains et des historiens. Les auteurs assument le caractère fictif de certaines scènes dans les notes en fin des tomes respectifs : le libraire Chlirfus, la course en char, la réaction de Néron et des courtisans à la lecture du poème Le dieu sur le char : « comme dans les tomes précédents, Dufaux... pousse l’honnêteté jusqu’à informer le lecteur lorsqu’il a été obligé de transformer un peu la réalité pour des raisons techniques »...
Dans le Hors-série de la revue l'Histoire : Rome au temps de Néron - Spécial Murena, une partie entière développe « Le vrai et le faux dans Murena » à travers un entretien entre Jean Dufaux et Claude Aziza.
- Le héros éponyme de la bande dessinée, Lucius Murena, patricien et fils de Lollia Paulina, est un personnage fictif. Lollia Paulina n'avait pas d'enfant.
- Balba, esclave gladiateur appartenant à Britannicus puis complice de Murena, est aussi un personnage fictif.
- Contrairement à ce qui est représenté dans la série, Agrippine est réputée avoir choisi Pallas comme amant ; le rapport avec Burrus n'est en revanche pas documenté.
- Acté, délaissée par Néron, devient l'amante de Lucius Murena et décède en Gaule. Or, la véritable Acté survit à Néron et organise ses funérailles.
- L'apôtre Pierre s'entretient à plusieurs reprises avec Néron et Murena. Toutefois, il n'existe aucune trace de rencontre entre Pierre et Néron.

## La série

### Nom
Le nom du héros éponyme, Lucius Murena, est une allusion à l'album Lucius, le sourire de la murène, dont l'action se déroule sous le règne de Néron. Cet ouvrage de Jean Dufaux et Xavier Musquera est publié en 1986 par Édition des Archers  (ISBN 2-87144-008-5).

### Développement
À la suite du décès de Philippe Delaby en janvier 2014, c'est Theo qui reprend le dessin de la série,.

### Accueil critique
RTBF.be souligne le « large succès critique et public » de Murena. D'après le quotidien 20 minutes, Murena « s'est imposée depuis 1997 comme l'une des séries BD les plus populaires ».
À l'occasion de la sortie du tome 9 Les épines, les auteurs ont publié une version originale (jugée trop érotique pour le grand public par l’éditeur) de l'album en tirage limité. Les planches de cette édition spéciale ont été exposées au Centre belge de la BD (CBBD) à Bruxelles en 2013 pour « défendre la liberté d'expression ».
D'après Le Parisien, alors que les maisons d'éditions portaient un intérêt limité à la Rome antique, « les deux auteurs ont renversé la donne en faisant de leur récit une épopée implacable sans jamais oublier la sensualité ».
Tout en BD, à propos de la série, déclare que « l’histoire est passionnante et promet de nombreux rebondissements » et souligne que « le trait de Delaby retranscrit avec une grande finesse les costumes, l’intérieur des villas jusqu’à la ville de Rome et ses tavernes ».
Le Figaro, qui évoque « l'immense succès » de la série, commente que « La virtuosité du dessin alliée à une solide documentation font de Murena une œuvre graphiquement superbe qui offre une vision de la Rome antique très précise et crédible ».

### Récompenses
En 2007, la Société des gens de lettres a décerné le grand prix du roman jeunesse aux auteurs pour le tome 5 : La déesse noire.
Revanche des cendres a obtenu le prix Château-de-Cheverny de la bande dessinée historique lors des Rendez-vous de l’Histoire de Blois en 2011.
La série Murena a également reçu le prix Diagonale de la meilleure série 2014.
Lors du Prix Historia 2013, la série Murena a fait partie de la sélection pour le Prix spécial du jury.

### Publications critiques
À la fin de chaque tome, un glossaire définit les mots latins utilisés ou précise le contexte historique d’une scène. Il est parfois suivi d’un erratum quand une inexactitude dans un album précédent a été signalée au scénariste (par exemple emploi de gens Claudii au lieu de gens Claudia ou Claudii).
Le magazine L'Histoire a publié en 2009 un hors-série, Rome au temps de Néron, en partenariat avec Dargaud. Il contient notamment un chapitre sur « Le vrai et le faux dans Murena ».

## Publication

### Albums
Dans l'avant-propos du dictionnaire Murena, Jean Dufaux indique que la série était conçue pour « compter seize albums ».
Cycle de la Mère
1. La Pourpre et l'Or (1997)  (ISBN 2-87129-116-0)
2. De sable et de sang (1999)  (ISBN 2-87129-173-X)
3. La Meilleure des mères (2001)  (ISBN 2-87129-302-3)
4. Ceux qui vont mourir... (2002)  (ISBN 2-87129-457-7)

Intégrale du premier cycle (2005)  (ISBN 2-87129-873-4)
Cycle de l’Épouse
1. La Déesse noire (2006)  (ISBN 2-87129-762-2)
2. Le Sang des bêtes (2007)  (ISBN 978-2-505-00072-3)
3. Vie des feux (2009)  (ISBN 978-2-505-00686-2)
4. Revanche des cendres (2010)  (ISBN 978-2-505-01016-6)

Intégrale du second cycle (2011)  (ISBN 978-2-505-01346-4)
Cycle des Complots
1. Les Épines (2013)  (ISBN 978-2-505-01652-6)
2. Le Banquet (2017)  (ISBN 978-2-505-06664-4)
3. Lemuria (2020)  (ISBN 978-2-505-08339-9)
4. Mort d'un sage (2024)  (ISBN 978-2-505-11643-1)

Nouveau Cycle
1. Les Néronia (2025) (ISBN inconnu)

Hors-série
1. Artbook, 2015  (ISBN 978-2-505-06448-0)
2. Dictionnaire Murena, Claude Aziza avec le concours de Jean Dufaux et de Philippe Delaby, Dargaud (2017)  (ISBN 978-2-505-06821-1)

### Éditeurs
- Dargaud : tomes 1 à 12 (première édition des tomes 1 à 12)

### Publications à l'étranger
Certains albums de Murena ont été traduits en italien, allemand, néerlandais, portugais, polonais et latin.
1. Murex et Aurum (en latin) : traduit par Cathy Rousset et Claude Aziza, novembre 1999
2. Ex Arena et Cruore (en latin) : traduit par Claude Aziza, juin 2016

#### Articles
- Yves-Marie Labé, « Péplums de papier », Le Monde,‎ 12 juillet 2007 (lire en ligne).
- Pascal Ory, « Histoires de Romains vaincus », L'Express,‎ 1er février 2006 (lire en ligne).
- Pascal Ory, « Sous le règne de Néron », L'Express,‎ 1er novembre 2002 (lire en ligne).
- Myriam Perfetti, « Murena, le "Gladiator" de la BD », Marianne,‎ 11 décembre 2010 (lire en ligne).
- Rédaction 20 minutes, « Un album de la BD Murena vendu avec ou sans scène de sexe », 20 minutes,‎ 9 novembre 2013 (lire en ligne).
- Rédaction Le Parisien, « Ave Murena! », Le Parisien,‎ 28 juin 2013 (lire en ligne).
- Olivier Thomas, « Néron, héros de BD ! », L'Histoire,‎ octobre 2006 (lire en ligne).
- Pierre Vavasseur, « Ils font revivre la Rome antique », Le Parisien,‎ 16 juillet 2007 (lire en ligne).
- Daniel Couvreur, « La Rome noire de Dufaux et Delaby », Le Soir,‎ 24 mai 2014.
- Philippe Juste, « Murena : Jean Dufaux et Philippe Delaby refont l'histoire de Rome », Le Progrès,‎ 31 août 2013.
- Daniel Couvreur, « Le beau péplum de Murena », Le Soir,‎ 19 juin 2013.
- Daniel Couvreur, « L'intégrale du péplum belge de Murena avec Le Soir », Le Soir,‎ 11 septembre 2015.
- Estebe, « Les dessous de Murena », Tribune de Genève,‎ 12 décembre 2015.
- La rédaction, « Murena relit le grand incendie de Rome », Le Matin,‎ 9 juin 2013.
- Jean-Yves Dana, « Rome au temps de Murena », La Croix,‎ 27 juillet 2013 (lire en ligne).
- Romain Brethes, « Des planches de feu et de sang », Le Point,‎ 4 novembre 2010 (lire en ligne).
- Daniel Couvreur (interviewer), Jean Dufaux et Philippe Delaby, « Lucius Murena se frotte aux épines de la censure », Le Soir,‎ 10 juin 2013.
- La rédaction, « Murena se remet à table...] », Tribune de Genève,‎ 11 novembre 2017.
- La rédaction, « Bande dessinée : Rome à feu et à sang », L'Histoire,‎ 1er janvier 2011 (lire en ligne).
- Gilles Heuré, « Murena, quand le latin résiste en bande dessinée », Télérama,‎ 24 août 2016 (lire en ligne).
- Dominique Bry, « Les épines : où vas-tu Lucius Murena ? », sur blogs.mediapart.fr/edition/papiers-bulles, 14 juillet 2013.

### Sites externes
- Murena sur BD Gest'
- Liens entre Murena et le monde des péplums
- Magazine Cases d'histoire : Interview de Jean-Claude Golvin, spécialiste de l’image de restitution des villes antiques (consulté le 6 janvier 2018)
- Maison de la BD : Exposition Murena avec Philippe Delaby et Jean Dufaux à bibliothèque Abbé Grégoire de Blois le 20 octobre  2012 (consulté le 6 janvier 2018)
- Télérama : Murena - Dufaux, Delaby (consulté le 6 janvier 2018)
- Auracan : Entretien avec Philippe Delaby (consulté le 6 janvier 2018)